# Dioctria bigoti
Dioctria bigoti är en tvåvingeart som beskrevs av Costa 1884. Dioctria bigoti ingår i släktet Dioctria och familjen rovflugor. Inga underarter finns listade i Catalogue of Life.